# Thomas Ponsonby (3e baron Ponsonby de Shulbrede)
Thomas Arthur Ponsonby, 3e baron Ponsonby de Shulbrede (23 octobre 1930 - 13 juin 1990) est un homme politique du parti travailliste britannique.

## Biographie
Il succède à son père, Matthew Ponsonby (2e baron Ponsonby de Shulbrede) en 1976.
Il sert dans le gouvernement local de Londres pendant 20 ans, tout d'abord en tant que membre du conseil de Kensington et Chelsea de 1956 à 1965, puis en tant qu'échevin de 1964 à 1974. Il est ensuite conseiller municipal du Greater London Council de 1970 à 1977 et est élu président du Conseil de 1976 à 1977.
Il est élu Whip en chef du Parti travailliste à la Chambre des lords en 1982, battant Lord Strabolgi. Il est whip en chef de l'opposition jusqu'à sa mort en 1990.
Il est gouverneur de la London School of Economics de 1970 à 1990. Il est également un membre actif de la Fabian Society, servant pendant un certain temps en tant que secrétaire général.
Il s'est marié deux fois, à Ursula Mary Fox-Pitt, la fille de Thomas Stanley Lane Fox-Pitt, avec qui il a un fils et trois filles, et en secondes noces à Maureen Estelle Campbell-Teich, la veuve du Dr Paul Campbell- Teich de Genève, Suisse. Il est remplacé par son fils, Frederick Ponsonby (4e baron Ponsonby de Shulbrede).